# مديرية بلاد الطعام

تعديل مصدري - تعديل

مديرية بلاد الطعام إحدى مديريات محافظة ريمة في اليمن. بلغ عدد سكانها 31143 نسمة عام 2004.

## الموقع
تقع مديرية بلاد الطعام على ارتفاع يتراوح بين (1500 - 1800 متر) فوق مستوى سطح البحر، وتمر بالمديرية العديد من الوديان مثل وادي سهام من الجهة الشمالية الشرقية ووادي جاحف من الجهة الغربية ووادي كلابه الذي يمر وسط المديرية، «ووادي سير ووادي الكداري» الذين يصبان في وادي سهام، وبالنسبة إلى تسميتها يقال : عرفت ببلاد الطعام لوفرة منتجاتها من المحاصيل الزراعية ومركز المديرية مغربة رواس.

## التقسيم الإداري

موقع مديرية بلاد الطعام في محافظة ريمة

العزل التابعة لمديرية بلاد الطعام وهي :
| العزلة              | عدد المساكن | عدد الأسر | الذكور | الأناث | الإجمالي   |
| ------------------- | ----------- | --------- | ------ | ------ | ---------- |
| عزلة بني عبد الكريم | 176         | 155       | 453    | 477    | 930        |
| عزلة بني عَمْر        | 134         | 130       | 428    | 438    | 866        |
| عزلة بني حسن        | 443         | 456       | 1407   | 1416   | 2823       |
| عزلة بني خولي       | 537         | 530       | 1639   | 1572   | 3211       |
| عزلة العر           | 152         | 184       | 541    | 544    | 1085       |
| عزلة بني وقيد       | 182         | 175       | 480    | 538    | 1018       |
| عزلة بني نديب       | 256         | 244       | 1077   | 979    | 2056       |
| عزلة ذرحان          | 642         | 607       | 1946   | 1933   | 3879       |
| عزلة بني شرعب       | 623         | 612       | 1759   | 2084   | 3843       |
| عزلة بني اعسر       | 234         | 227       | 679    | 680    | 1359       |
| عزلة المسخن         | 441         | 447       | 1156   | 1325   | 2481       |
| عزلة العساكرة       | 547         | 533       | 1702   | 1659   | 3361       |
| عزلة التالقة        | 345         | 348       | 966    | 996    | 1962       |
| عزلة جداجد          | 436         | 426       | 1172   | 1097   | 2269       |
| إجمالي              | 5148        | 5074      | 15405  | 15738  | 31143 نسمة |

## المعالم الأثرية والطبيعية
أهم المعالم الأثرية والطبيعية في مديرية بلاد الطعام :-

### المساجدالتاريخية
تنتشر في مديرية بلاد الطعام العديد من المساجد التاريخية القديمة، وسوف نقتصر الإشارة إلى أهمها وهي :
1-جامع القزعــة :
يقع الجامع في قرية القزعة أسفل جبل نجمان، ويبعد عن مركز المديرية حوالي (0.5 كيلو متر) والطريق المؤدية إليه ترابية، ويعتبر جامع القزعة من المساجد التاريخية القديمة في مديرية بلاد الطعام والتي تم بناؤها في (القرن العاشر الهجري)، وبالتحديد يعود بناء الجامع إلى تاريخ عام (934 هجرية) حسبما دون في سقفه، وشيد الجامع بأحجار الحبش، وعُمل سقفه من الخشب العتيق، وبابه – أيضاً – من الخشب العتيق، ويتراوح ارتفاعه ما بين (5 - 6 أمتار)، وطوله حوالي (5 أمتار) وعرضه ما بين (4 – 4.5 أمتار)، كما يحتوي في مؤخرته على فناء فسيح يستخدم للصلاة، وتوجد بجانبه بركة تستخدم للوضوء.
أهم ما يتميز به الجامع سقفه المزخرف البديع، فهو عبارة عن مصندقات خشبية مزدانة بزخارف نباتية قديمة، وزخارف هندسية مرسومة بألوان عديدة ومزين ـ أيضاً ـ بزخارف أشرطة كتابية تتضمن آيات قرآنية ونصوص تسجيلية وأحاديث نبوية وعبارات دعائية.
2- جامع قرية المرواح :
يقع الجامع في عزلة بني نديب، ويعتبر من المساجد القديمة في مديرية بلاد الطعام، والتي تم بناؤها في (القرن الحادي عشر الهجري)، وبالتحديد يعود تاريخ بناء الجامع إلى يوم الجمعة 22 من ذي القعدة عام (1089 هجرية)، حسبما دون في سقفه، يبلغ طوله حوالي (7 أمتار) وعرضه حوالي (5 أمتار)، وارتفاعه حوالي (4 أمتار)، وهو مبني بأحجار الحبش وسقفه من الخشب العتيق، وتوجد في مؤخرته غرفة تستخدم لتدريس وتحفيظالقرآن الكريم، وبجوارها توجد بركتان الأولى كبيرة وتستخدم للوضوء والثانية صغيرة مغلقة كانت تستخدم للشرب.
أهم ما يتميز به الجامع سقفه المصنوع من المصندقات الخشبية المزخرفة والمزدانة بزخارف عديدة أضفت عليه جمالاً ورونقاً بهيجين، كما يحتوي على أشرطة كتابية تشتمل على بعض الآيات القرآنية والأحاديث النبوية وبعض الأدعية المختارة.

### المواقع الأثرية
يوجد في مديرية بلاد الطعام عدد من المواقع الأثرية المتفرقة والتي يعود تأريخها إلى فترات ما قبل الإسلام ويمكننا الإشارة إلى المواقع التالية :-
1- قرية المكتوب : تقع في عزلة الجداجد، ويوجد فيها صخرة كبيرة يزداد ارتفاعها على (خمسة أمتار) وعرضها يزداد على (ستة أمتار)، وعليها كتابات بلغة يمنية قديمة، وتقع هذه الصخرة في وادٍ منبسط، كما يوجد في قمة الجبل بقايا أساسات بنايات لقرية قديمة، أحجارها متناثرة يبدو عليها بأنها قديمة جداً، وتتعرض أحجار هذه القرية للنهب من قبل الأهالي الذين يقومون ببناء منازل جديدة لهم من أحجار هذه القريةالأثرية.
2- قرية الثوري : تبعد عن مركز المديرية بحدود (نصف كيلومتر)، وهي عبارة عن بقايا أساسات لبنايات قديمة تهدمت، ولا يعرف إلى أي عصر تعود، وأثناء مرحلة شق الطريق إلى المديرية تم العثور على حجر عليها كتابات بلغة يمنية قديمة، تم نقلها إلى صنعاء بواسطة أحد أعيان المديرية، كما يوجد بالقرية مدفنان الأول ما زال مقفلاً والثاني تعرض للفتح، وحسب روايات الأهالي قد فتح المدفن السياح الفرنسيونالذين كثيراً ما يخيمون في هذه القرية بالذات، وقد لوحظ بأن المدفن المفتوح مبن من الداخل بطريقة تلفت النظر، كما تعرضت أحجار هذه القرية للاستخدام الجائر من قبل الأهالي الذين يقومون ببناء منازل جديدة لهم من أحجار هذه القرية.
3- كهف عزلة المُسخن : ويقع على الطريق العام المؤدية إلى سوق ربوع بني خولي، وهو عبارة عنكهف على قمة جبل في عزلة المُسخن (المسهرة)، يوجد فيه كتابات بلغة يمنية قديمة ونقوش إضافة إلى بقايا عظام لعدد سبعة أشخاص تبدو هيئتهم بأنهم قبروا منذُ عصور قديمة.